# 진예
진예(본명: 배진예, 한자:裵津銳, 1994년 6월 9일 ~ )는 대한민국의 가수, 배우이다. 2014년부터 라붐의 멤버로 데뷔해 활동했다. 2017년 10월 《아이돌 리부팅 프로젝트 더 유닛》에 참가해 여자 최종 8위를 하여 2018년에 유니티의 멤버로 활동하기도 했다. 2021년 10월부터 활동명을 '지엔'(ZN)에서 본명인 '진예'로 변경하였다.

## 학력
- 고리울초등학교 (졸업)
- 성곡중학교 (졸업)
- 원종고등학교 (졸업)

## 가수 외 활동

### 예능
- KBS2 《아이돌 리부팅 프로젝트 더 유닛》 (2017) - 참가자
- KBS2 《불후의 명곡 - 전설을 노래하다》 (2018) - 참가자
- KBS2 《불후의 명곡 - 전설을 노래하다》 (2018) - 참가자
- MBC 《놀면 뭐하니?》 (2021, 2022)
- MBC every1 《대한외국인》 (2022) - 4월 13일 183회
- 채널S 《김구라의 라떼9》 (2022) - 4월 27일 2회
- tvN 《전설이 떴다 군대스리가》 (2022) - 고정 멤버

### 드라마
- 2015년 《어바웃 러브》 - 마리 역
- 2018년 KBS2 《반짝반짝 들리는》 - 엘리 역
- 2020년 웹드라마 《카페 킬리만자로》 - 나윤 역
- 2021년 ~ 2022년 SBS 《너의 밤이 되어줄게》 - 기자 역 (특별출연)
- 2024년 KBS2 《미녀와 순정남》 - 아르바이트생 역 (특별출연)

### 뮤직비디오
- "노스텔지어" (더 레이, 2017)